# 堂本秋次
堂本 秋次（どうもと あきつぐ）とは、翻訳者、およびマジシャン。

## 人物・経歴
北海道、小樽商科大学出身。趣味の一環として海外のマジシャンのノートなどを翻訳、その経験を活かして翻訳家に転身。現在は小説やゲーム、広告翻訳、キャッチコピーの翻訳、論文やホワイトペーパーなど、いわゆるトランスクリエーションを含む翻訳業をメインとし、空いた時間でマジシャンとして活動している。フリーランス翻訳家としての活動が認められ、Lancer of the year 2016 および 2022 をそれぞれ同年に受賞。

## 専門
専門とするマジックの種類はクロースアップ・マジックと呼ばれ、少人数を相手に目と鼻の先で不思議を展開するものである。また、ピックポケットの他、メンタリズムに属する演技を行うこともある。